# Independência total
"Independência total" är São Tomé och Príncipes nationalsång. Texten är skriven av 
Alda do Espírito Santo och melodin av Manuel dos Santos Barreto de Sousa e Almeida. Hymnen antogs kort efter att landet blev självständigt från Portugal, den 12 juli 1975.